# Mario & Luigi: Superstar Saga
Mario & Luigi: Superstar Saga (Japans: マリオ＆ルイージRPG; Mario & Luigi RPG) is een computerspel gemaakt door AlphaDream en uitgebracht door Nintendo. Het spel kwam in 2003 uit voor de Game Boy Advance en in 2014 voor de Virtual Console (Wii U).
Het is het derde spel in de serie van Mario's role-playingspellen, opvolger van Super Mario RPG: Legend of the Seven Stars en Paper Mario. De muziek in dit spel is gecomponeerd door Yoko Shimomura, wiens andere projecten Super Mario RPG en Kingdom Hearts waren.

## Verhaal
Twee mysterieuze inwoners van het Beanbean Kingdom trekken naar het Mushroom Kingdom om Princess Peach een speciaal cadeautje te geven. Iedereen is zeer vereerd de inwoners van het koninkrijk te ontvangen en organiseren een prachtig vuurwerk en een groot ontvangstcomité. Zodra Peach haar cadeau in ontvangst heeft genomen en ze het opent, blijkt er een gas in te zitten dat haar stem plots doet verdwijnen en die laatste verandert in bommen. De twee inwoners blijken daarna de kwaadaardige Cackletta en haar beschermer Fawful te zijn, die de hele wereld willen heersen. Maar enkele personen zijn bereid daar een stokje voor te steken. Samen met vijand Bowser trekken Mario en Luigi op pad om de twee te stoppen en de stem van Peach terug te halen. Maar als ze later arriveren in het Beanbean Kingdom, blijkt de zogenaamde Beanstar er iets mee te maken te hebben. Deze wordt namelijk gewekt door Peach' stem om daarna alle bevelen van de kwaadaardige Cackletta uit te voeren.

## Gameplay
Mario & Luigi: Superstar Saga is een Role Playing Game en maakt gebruik van een uniek Battle-systeem. In een gevecht met een vijand vallen Mario en Luigi om de beurt aan door op de tegenstander te springen of hem te slaan met de hamer.
Daarna is het de beurt aan de vijand om aan te vallen. Mario en Luigi kunnen zo'n aanval ontwijken door bijvoorbeeld op het laatste moment te springen (of slaan met de hamer) op hem. Dit wordt herhaald tot het gevecht ten einde is (als de vijand verslagen is). De solo-aanvallen zijn:
Door Mario uit te voeren:
- Jump
- Hammer
- Hand (fire)

Door Luigi uit te voeren:
- Jump
- Hammer
- Hand (thunder)

Mario en Luigi kunnen in een gevecht ook samen een aanval verrichten. Dit kost Bros. Points (BP) maar levert extra schade aan de vijand op. Er zijn van de Bros.-aanvallen steeds 3 versies. Bij de eerste kost het je meer BP, maar je doet de aanval in slow-motion plus de knoppencombinaties. Bij versie 2 kost het je iets minder BP, maar de aanval is zonder slow-motion. De derde versie kost het minst BP, maar er is géén slow-motion en er verschijnen géén knoppencombinaties in beeld. De Bros.-aanvallen zijn:
Door Mario uit te voeren:
- Splash Bros. (4 BP / 3 BP)
- Swing Bros. (6 BP / 4 BP)
- Chopper Bros. (5 BP / 4 BP)
- Fire Bros. (6 BP / 4 BP)

Door Luigi uit te voeren:
- Bounce Bros. (4 BP / 3 BP)
- Knockback Bros. (5 BP / 4 BP)
- Cyclone Bros. (6 BP / 4 BP)
- Thunder Bros. (6 BP / 4 BP)

## Beanbean Kingdom
Het Beanbean Kingdom telt verschillende locaties die Mario en Luigi in hun avontuur zullen bezoeken. Hier volgt een lijst van alle locaties:
- Mushroom Kingdom
- Stardust Fields
- HooHoo Village
- Hoohoo Mountain
- Beanbean Castle Town
- ChuckleHuck Woods
- Whoohoo Huniversity
- Oho Oasis
- Beanbean Airport
- Teehee Valley
- Little Fungi-town
- Joke's End
- Seabed
- Bowser-Bowletta's Castle
- Bowletta's belly (Bowletta's buik)

## Vervolg
Mario & Luigi: Superstar Saga kent een vervolg op de Nintendo DS: Mario & Luigi: Partners in Time. In dit deel, dat in 2006 werd uitgebracht door Nintendo, reizen Mario en Luigi door de tijd en zullen ze zichzelf als baby's tegenkomen. Ze zullen zelfs met hun jongere versie moeten samenwerken om bepaalde puzzels en opdrachten op te lossen.

## Remake
In oktober 2017 kwam er een remake van dit spel uit met de titel Mario & Luigi: Superstar Saga + Bowsers onderdanen, geschikt voor de Nintendo 3DS.

## Ontvangst
| Beoordeeld door        | Jaar | Platform         | Score |
| ---------------------- | ---- | ---------------- | ----- |
| Defunct Games          | 2003 | Game Boy Advance | 100%  |
| Just RPG               | 2003 | Game Boy Advance | 96%   |
| Game Informer Magazine | 2004 | Game Boy Advance | 95%   |
| Nintendojo             | 2003 | Game Boy Advance | 95%   |
| Gamer 2.0              | 2004 | Game Boy Advance | 93%   |
| Pocket Gamer UK        | 2005 | Game Boy Advance | 90%   |
| [N]Gamer               | 2003 | Game Boy Advance | 90%   |
| RPGamer                | 2003 | Game Boy Advance | 90%   |
| Gaming Target          | 2004 | Game Boy Advance | 90%   |
| Gamestyle              | 2006 | Game Boy Advance | 80%   |
| IC-Games               | 2003 | Game Boy Advance | 78%   |

## Trivia
- Het spel is opgenomen in het boek 1001 Video Games You Must Play Before You Die van Tony Mott.